# Hugh de Lacy, signore di Meath
Hugh de Lacy, signore di Meath (... – Leinster, 25 luglio 1186), di origine anglo-normanna, che partecipò all'invasione d'Irlanda voluta da Enrico II d'Inghilterra.

## Biografia
Nacque in data imprecisata, figlio di Gilbert de Lacy e forse di una Agnese.
Quando nel 1171 re Enrico II d'Inghilterra partì per l'Irlanda Hugh, che all'epoca aveva già ereditato il titolo e le terre del padre, lo accompagnò. Nei primi mesi del 1172 fu mandato a ricevere la sottomissione del sovrano irlandese Ruaidri mac Tairrdelbach Ua Conchobair. Il re insignì Hugh del titolo di signore di Meath e lo mise a capo del castello di Dublino. Con la signoria di Meath ebbe i propri vassalli, fra cui si ricorda Meiler FitzHenry.
Il precedente signore di Meath, Tigernán Ua Ruairc tentò di negoziare con l'invasore inglese, ma durante i negoziati una freccia scagliata verso de Lacy colpì un interprete che rimase ucciso e Hugh fu costretto a fuggire, mentre lo stesso Ruairc venne ucciso da un colpo di lancia che lo decapitò mentre montava a cavallo e la sua testa venne esposta sotto le mura del castello di Dublino e venne successivamente mandata in dono a re Enrico.
De Lacy per ordine del re lasciò Dublino nelle mani di Riccardo di Clare, II conte di Pembroke e si occupò di rafforzare il controllo dei suoi domini di Meath con la costruzione di alcuni castelli.  Tornò quindi in Inghilterra ed il 29 dicembre 1172 era a Canterbury. Nel 1173 combatté con Enrico in Francia e tenne la città di Verneuil-sur-Avre per un mese finché non fu costretto a capitolare.
Nel 1177, dopo la morte di Riccardo de Clare, il re gli affidò il ruolo di procuratore generale dell'Irlanda: la signoria di Meath gli venne confermata e vi furono aggiunte quelle di Offaly, Kildare e Wicklow, con numerosi castelli.
In seguito, le numerose voci di ingiusto trattamento nei confronti degli irlandesi, fecero perdere a de Lacy il favore reale. Nel 1181 venne richiamato a corte per aver sposato la figlia del re Ruaidri mac Tairrdelbach Ua Conchobair e per averlo deposto dal trono di Connacht senza il permesso reale. Tornò in Irlanda l'anno seguente, insieme a un segretario reale che doveva aiutarlo nell'amministrazione delle terre. Quando nel 1185 il principe Giovanni d'Inghilterra venne inviato in Irlanda, scrisse al padre che Hugh non voleva permettere agli irlandesi di pagare i tributi reali. Poco dopo Hugh venne ucciso da due ribelli irlandesi mentre sovrintendeva alla costruzione di un altro castello e le sue terre vennero prese dal principe Giovanni.
Il suo corpo fu provvisoriamente seppellito in diverse chiese fino all'abbazia di San Tommaso a Dublino. Durante la sua vita beneficò diversi monasteri e parrocchie in tutti i suoi possedimenti irlandesi e inglesi.

## Famiglia
Hugh si sposò due volte, la prima in data anteriore al 1155 con Rohese di Monmouth, dalla quale ebbe nove figli: oltre a tre figlie e un figlio di cui non si conosce il nome ebbero:
- Walter de Lacy (1172 circa - 1241) che sposò Margaret Braose
- Hugh de Lacy, I conte di Ulster (prima del 1179 - 1242)
- Gilbert de Lacy
- Egidia de Lacy
- Elena de Lacy

Rohese morì prima del 1180 e Hugh si risposò con la principessa Rose Ní Conchobair dalla quale ebbe due figli:
- William Gorm de Lacy (dichiarato illegittimo da Enrico II d'Inghilterra)
- Isotta de Lacy